# 炒粿条

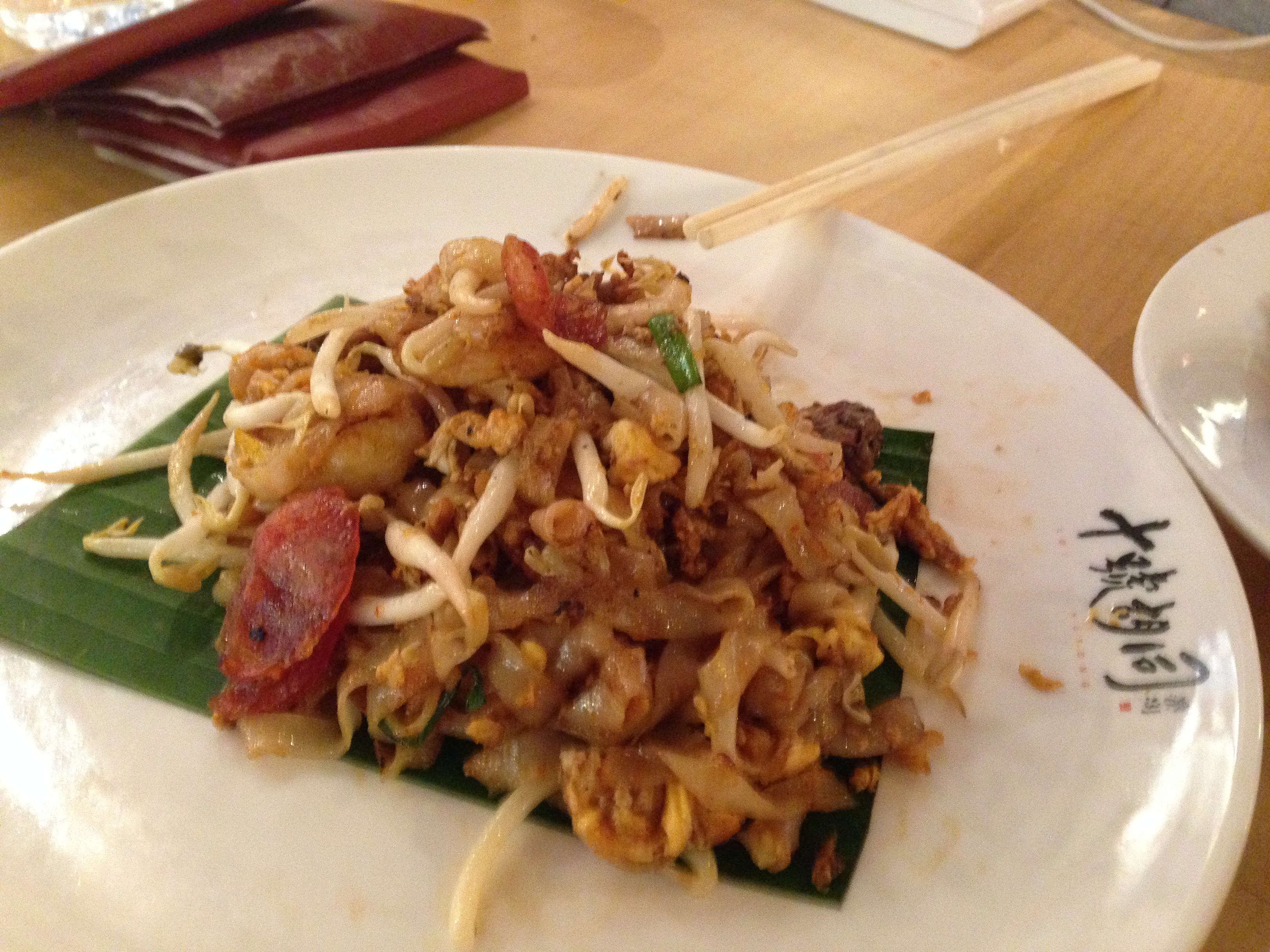
檳城炒粿條

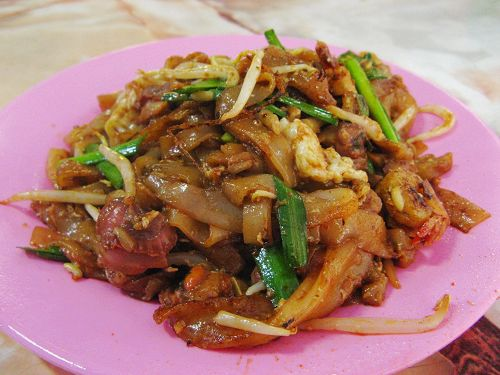
新加坡炒粿條

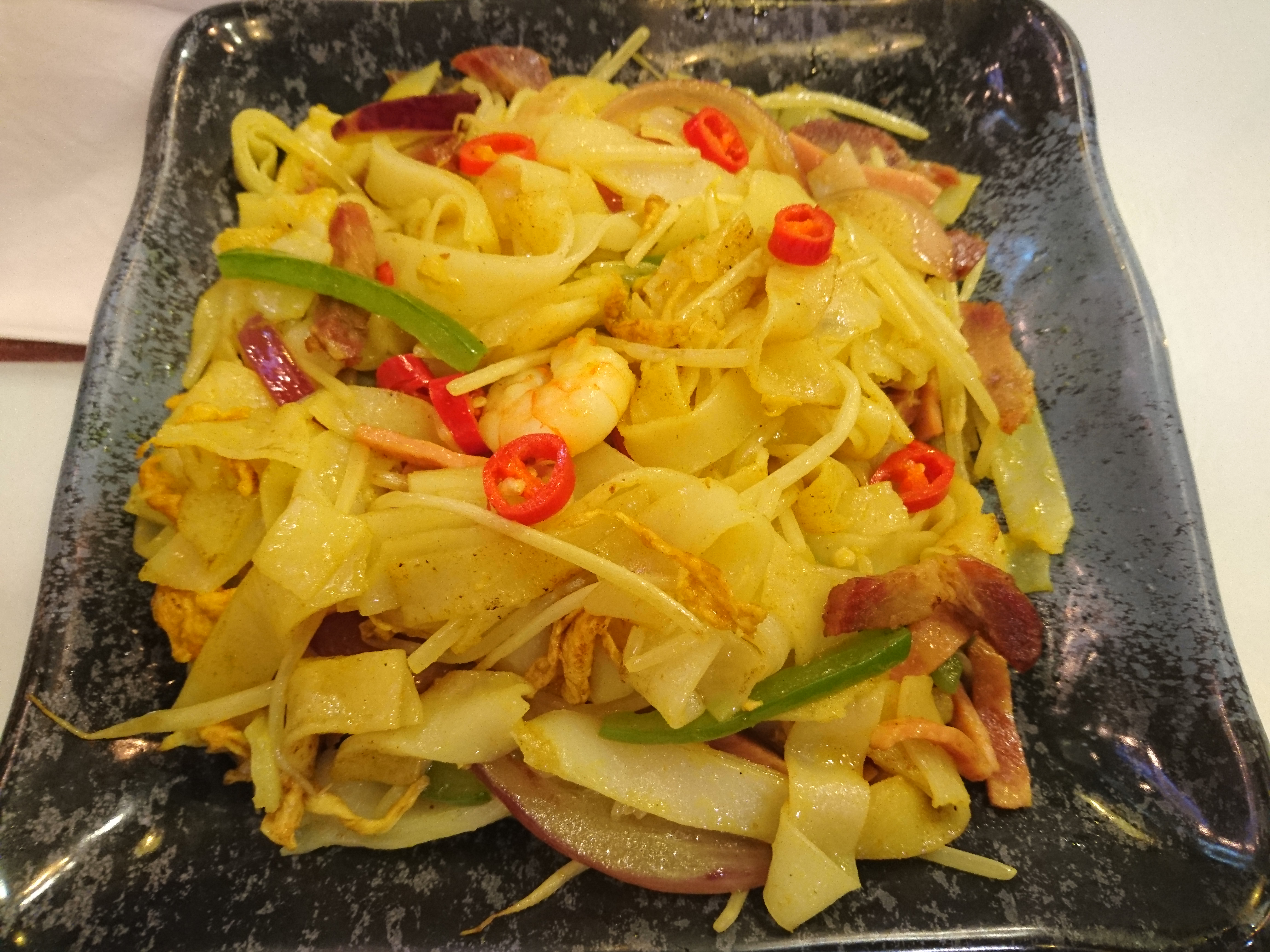
香港炒貴刁

炒粿條是潮州人的小吃，也是馬來西亞檳城潮州人的代表性美食，在馬來半島各處的茶餐室、美食中心或路邊攤都可找其踪跡。粵港澳地區取其廣東話谐音稱作炒貴刁。

## 簡介
炒粿條常见于广东潮汕地区，其做法與廣府人的「干炒河」基本雷同，加入蛋、血蚶、豆芽、臘腸、蝦子、黑醬油，炒得色深味濃。在潮汕一帶，蚶是錢的象徵，有開枝散葉、榮華富貴之意，潮州人習慣將血蚶用開水燙熟，搭配魚露而食。但在馬來半島的赤道氣候中，食物保存不易，加上移居檳城的潮汕人士改变口味，利用家鄉慣有的食材，再加上黑醬油及辣椒醬，炒出具有檳城特色的炒粿條。
經過百年的發展，炒粿條流傳至馬來半島各地，甚至出現馬來人版本的炒粿條，其馬來名稱也取潮州話的音譯：Char Kway Teow，但特色與華人版本有所差異。经过三代華人的流傳，從原本潮州風味的“潮州炒粿條”，慢慢簡化成符合本土的“炒粿條”，馬來半島各州的炒粿條也開始出現些許差別。吉隆坡的炒粿條時使用的粿條較為細長，在炒製的過程中，也會添加黃麵增加口感；檳城人所使用的粿條較為寬厚，主要以醬油和魚露調味，因此顏色較淺。在霹靂州的怡保和金寶一帶，甚至將炒粿條名稱更換至“炒蚶蛋粉”，徹底融入當地廣東人中。
雖然各地所使用的粿條或配料略有不同，但味道差異並不大，都是以醬油、黑醬油為主要醬料，嗜辣者還可以配上參巴辣椒醬，使炒粿條的味道在咸甜中帶點辣味。炒粿條的佐料主要有蝦仁、雞蛋、臘腸、綠豆芽、魚餅和韭菜。新加坡炒粿条还用了些许的甜酱油。隨著檳城小吃名聲遠播，許多的攤販和店家雖然沒有遵從檳城原本的做法製作炒粿條，但競相冠上“檳城炒粿條”一名，吸引更多顧客上門。

## 煮法
炒粿條的特色是融入血蚶、醬油、魚露等食材。首先先燒熱大鍋，然后倒入油燒熱，蒜蓉爆香至金黃色。倒入粿條、豆芽炒均一分鐘，接下來加入雞蛋，醬油、黑醬油、蠔油、森巴辣椒醬炒勻。最后倒入蝦仁、臘腸、魚餅和韭菜一起爆炒即可，炒好後的炒粿條通常都會盛在放了香蕉葉的碟子上，據說這樣會讓炒粿條的味道更香。
由于炒粿條的味道和佐料都大同小異，因此火候和炒的功夫得有特色，才能吸引顧客,才能赚钱。在槟城仍然可以找到用炭火代替煤气来烹饪。

## 相關新聞
2024年3月下旬，臺灣臺北市信義區遠東百貨寶林茶室有多名食客食用炒粿條後食物中毒，截至4月1日時已導致2人因急性多重器官衰竭死亡、5人器官衰竭命危及22人輕症抱恙。事發後當局於死者及重症患者血液中均驗出米酵菌酸。